# Isaraltwasser bei Neutiefenweg
Koordinaten: 48° 44′ 44″ N, 12° 51′ 43″ O

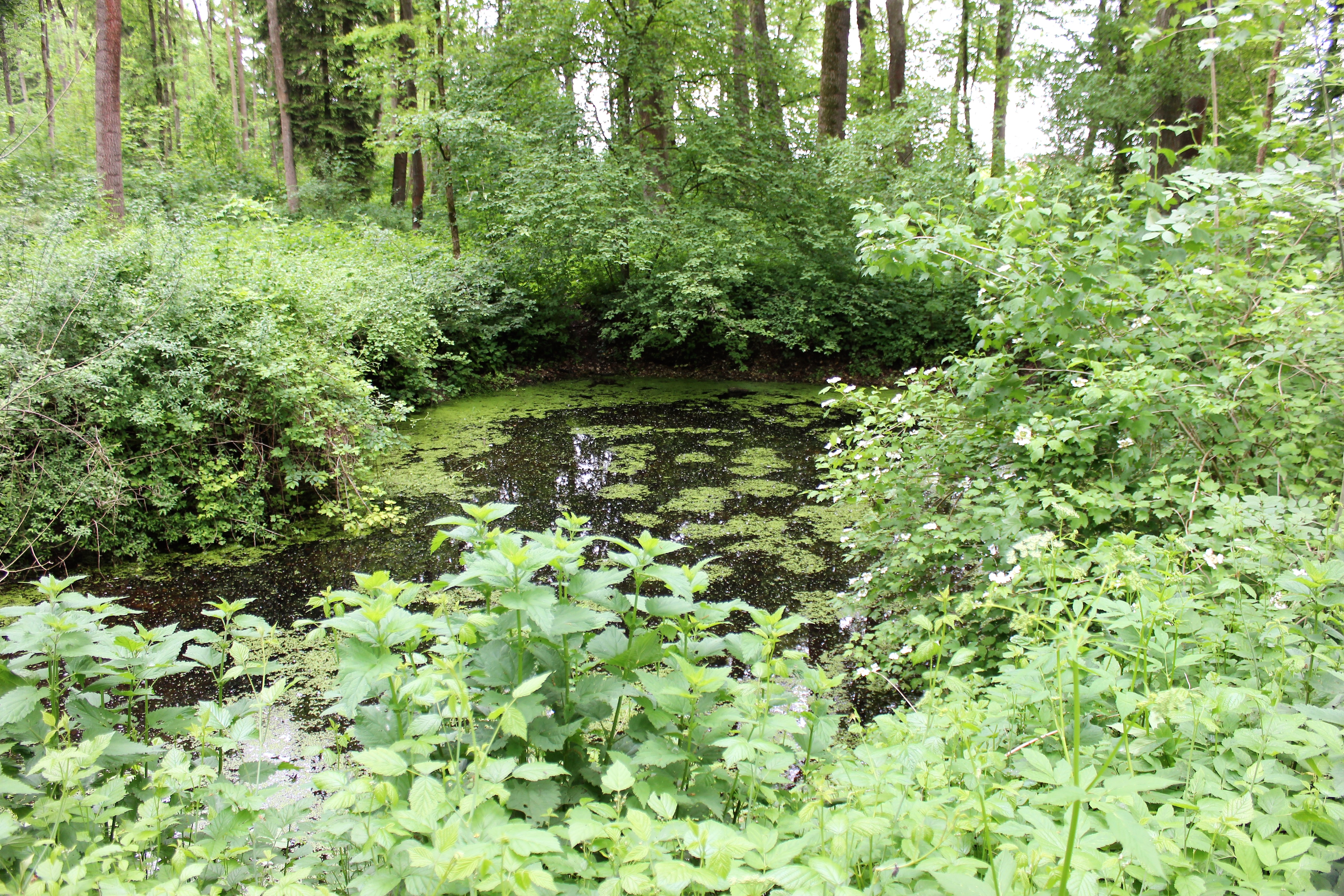
Naturschutzgebiet Isaraltwasser bei Neutiefenweg (Mai 2017)

Das Naturschutzgebiet Isaraltwasser bei Neutiefenweg liegt auf dem Gebiet der Gemeinden Aholming und Otzing im niederbayerischen Landkreis Deggendorf.
Das Gebiet erstreckt sich nördlich von Neutiefenweg, einem Gemeindeteil von Aholming, und östlich von Lailling, einem Gemeindeteil von Otzing, entlang der westlich fließenden Isar. Östlich des Gebietes verläuft die St 2124 und nördlich die B 8.

## Bedeutung
Das 36,9 ha große Gebiet mit der Kennung NSG-00210.01 steht seit dem Jahr 1984 unter Naturschutz.